# Titidius albifrons
Titidius albifrons är en spindelart som beskrevs av Cândido Firmino de Mello-Leitão 1929. 
Titidius albifrons ingår i släktet Titidius och familjen krabbspindlar. Inga underarter finns listade i Catalogue of Life.